# Kvarnerski zaljev
Kvarnerski zaljev (talijanski: Golfo del Quarnero) je zaljev u sjeveroistočnom dijelu Jadranskog mora između Istre i Hrvatskog primorja. Najveći otoci u Kvarnerskom zaljevu su Krk, Cres, Lošinj, Rab i Pag. Ostali manji otoci još su Unije, Susak, Ilovik, Plavnik, Prvić, Sv. Grgur, Goli otok itd.
More u Kvarnerskom zaljevu je razmjerno dublje od otvorenoga gornjeg Jadrana (30 – 60 m) kojeg obilnim muljem zasipaju Po i druge talijanske rijeke. Naprotiv, oko Kvarnera nema većih rijeka, a dna su dijelom strmija i kamenita, i zato je najveća dubina sjevernog Jadrana –128 m, u kanalu Krušija između Plavnika i Cresa. Druge dubine preko 100 m još se nalaze i uz otoke Rab (–112 m), Prvić (–109 m), Goli otok (–103 m), itd.
Na obali Kvarnera se nalazi najveća hrvatska luka Rijeka, pa kroz Kvarnerski zaljev vode značajni pomorski putovi: najviše kroz prolaze Srednja vrata između Krka i Cresa, te Vela vrata između Cresa i Istre. Tolika količina pomorskog prometa ima negativno ekološko značenje.

## Poveznice
- Kvarnersko primorje